# 假芋
假芋（学名：Colocasia fallax）为天南星科芋属的植物。分布在泰国、印度、孟加拉以及中国大陆的云南等地，生长于海拔850米至1,400米的地区，一般生于山谷林下和灌丛中，目前尚未由人工引种栽培。

## 别名
野芋头（云南武定） 山芋（四川峨眉）